# 魔屋 (1972年电影)
《殺人不分左右》（英語：The Last House on the Left）是一部1972年美国剝削恐怖電影，由韦斯·克拉文执导并剪辑，肖恩·S·坎宁安监制，桑德拉·皮博迪、露西·格兰瑟姆、戴维·埃斯、弗雷德·J·林肯、杰雷米·雷恩和马克·谢夫勒主演。故事围绕着两名十几岁的女孩展开，她们被带入森林，遭到一群杀人暴徒的折磨。故事灵感来自1960年瑞典电影《處女之泉》，由英格玛·伯格曼执导，而《处女之泉》又从瑞典叙事民谣《特雷之女在文耶》（Töres döttrar i Wänge）改编而来。
这部电影是克拉文的导演处女作，于1971年在康乃狄克州乡下和纽约市拍摄，1972年8月30日在美国影院发行，收获巨大票房成功， 在国内总计票房超300万美元。虽然其对抗性暴力导致受到严厉审查，且有时在其他国家禁止播映，但本片总的来说受到评论家的欢迎。2009年本片被翻拍。

## 剧情
玛丽·科林伍德打算与朋友菲莉丝·斯通一起去参加一场音乐会，庆祝她17岁生日。她的父母埃丝特尔和约翰虽然很担心，但还是让她们去了，并给了她一条和平符号项链。菲莉丝和玛丽进城参加音乐会。在路上，她们通过汽车收音机听到最近一起越狱事件的报道，包括：克鲁格·斯蒂洛，一名虐待狂强奸犯和连环杀手；他的吸食海洛因成瘾的儿子，朱尼尔；萨迪，一个淫乱的精神病患者和虐待狂；以及弗雷德·“威瑟尔”·波多斯基，一个儿童骚扰者、偷窥狂和杀人犯。在演唱会开始之前，玛丽和菲莉丝想买点大麻，遇到了朱尼尔。他带她们到公寓，随后她们便被控制。菲莉丝想逃跑，与他们讲道理，但她失败了，被克鲁格、威瑟尔和萨迪轮奸。与此同时，玛丽不知情的父母为她准备了一个惊喜派对。
翌日清晨，玛丽和菲莉丝被绑着塞到他们汽车的行李箱中，然后被带到树林里。玛丽马上看出这条路离她家很近，一脸惊惧。玛丽和菲莉丝被迫互相进行性行为；萨迪想让哭泣的玛丽给他口交。菲莉丝分散了他们的注意力，让玛丽有机会逃跑，但菲莉丝被萨迪和威瑟尔追赶，而朱尼尔则留下来看着玛丽。玛丽给他项链，叫他“威洛”，想获得朱尼尔的信任。菲莉丝在树林的一个墳場里蹒跚而行，被带着砍刀的克鲁格逼得走投无路，背后被威瑟尔捅了一刀。他们轮流踢她；她爬到附近的树旁，多次被威瑟尔和萨迪刺伤。菲莉丝死后，萨迪把手伸进她肚子里肚脐的位置，拉出她的肠子。
玛丽说服朱尼尔让她离开，但她逃跑时被克鲁格阻截。萨迪和威瑟尔给她看菲莉丝的断手，玛丽惊声尖叫。克鲁格将自己的名字用刀刻在玛丽胸前，然后强奸了她。她呕吐，念祷辞，走进附近的湖里清洗自己，但是克鲁格用枪打死了她，她的尸体漂在湖上。克鲁格、萨迪和威瑟尔把全身上下弄干净，换了套衣服。
一伙人穿着新衣服，伪装成旅行推销员，来到科林伍德家中。玛丽的父母留他们过夜，但朱尼尔暴露了他们的身份并命令他们离开。他们在房间里找到了玛丽的照片，发现原来这是玛丽的家。当天晚些时候，朱尼尔因藥物戒斷在浴室喘息不安。埃斯特尔进去看他。她看到他戴着玛丽的和平符号项链，倒吸一口凉气。他们在玛丽的卧室过夜，她偷听他们讲话，并在行李中找到血迹斑斑的衣服。她无意中听到了女儿的死亡和附近湖泊中的尸体。她和丈夫冲进树林，在湖岸发现了玛丽的尸体。他们把玛丽的尸体带回了家，拟对他们进行报复。
埃斯特尔引诱威瑟尔，给他咂陽，咬掉阴茎，让他流血而死。玛丽的父亲约翰带着他的霰弹枪，进到两个罪犯睡觉的房间，对他们开枪。克鲁格侥幸逃到起居室，打倒了约翰。随后朱尼尔操着一把左轮手枪威胁要杀死克鲁格。克鲁格说服朱尼尔开枪自杀。就这一空档，约翰已进到地下室拿电锯。克鲁格想用霰弹枪射击他，但没有子弹。克鲁格试图逃跑，但中了约翰先前设置的通电詭雷。萨迪冲出屋外，被埃斯特尔截下，虽然成功逃跑，却跌入后院泳池，被埃斯特尔用刀子将喉咙割开。在约翰正用电锯杀死克鲁格时，治安官到了。然后其助手将埃斯特尔带到起居室，从约翰手中接过电锯。

## 演员
- 桑德拉·皮博迪饰玛丽·科林伍德
- 露西·格兰瑟姆饰菲莉丝·斯通
- 戴维·埃斯饰克鲁格·斯蒂洛
- 弗雷德·J·林肯饰弗雷德·“威瑟尔”·波多斯基
- 杰雷米·雷恩饰萨迪
- 马克·谢夫勒饰朱尼尔·斯蒂洛
- 辛西娅·凯尔饰埃丝特尔·科林伍德
- 盖洛德·圣詹姆斯饰约翰·科林伍德医生
- 马歇尔·安克饰治安官
- 马丁·科韦饰助手
- 达·华盛顿饰达

## 延伸阅读
- Corman, Tod; Cregan, John (编). . The Last House on the Left (DVD documentary featurette) (Anchor Bay Entertainment). 2003.
- Craig, Rob. . McFarland Publishing. 7 February 2019  [2021-03-11]. ISBN 9781476666310. （原始内容存档于2021-05-20）.
- Gallant, Chris. . London: FAB Press. 2000. ISBN 978-1-903-25407-3.
- Lucas, Tim. . Video Watchdog. 2007. ISBN 978-0-9633756-1-2.
- Muir, John Kenneth. . Jefferson, North Carolina: McFarland. 2002  [2021-03-11]. ISBN 978-0-786-49156-8. （原始内容存档于2020-08-19）.
- Muir, John Kenneth. . Jefferson, North Carolina: McFarland. 2004. ISBN 978-0-786-41923-4.
- Sumner, Don. . Krause Publications. 2010. ISBN 978-1-440-21564-3.
- Szulkin, David.  Revised. London: FAB Press. 2000. ISBN 1-903254-01-9.